# Триш (Devil May Cry)
Триш (яп. トリッシュ Ториссю, англ. Trish) — героиня игровой серии Devil May Cry, разработанной и изданной японской компанией Capcom. Она дебютировала в первой части серии, релиз которой состоялся в 2001 году. Героиня была создана Хидэки Камией при участии дизайнеров Capcom. Разработчики испытывали трудности во время анимирования её длинных волос в трёхмерной среде как в первой части, так и в четвёртой, но на этот раз в случае с её альтер-эго Глорией; создатели игры намеренно утрировали сексапильность Глории, чтобы привлечь внимание новых игроков к франшизе, но, в то же время, избегали пошлого подтекста. На протяжении всей серии Триш озвучили различные актрисы, в том числе Сара Лафлер, Люси Кристиан и Ацуко Танака.
Триш была создана королём демонов Мундусом по образу Евы, матери охотника на демонов Данте, к которому она обратилась за помощью в начале игры. В последующих частях фигурировала как персонаж второго плана. Также героиня появлялась в других медиа по франшизе и сторонних проектах Capcom.
Критики и фанаты франшизы оценили Триш положительно. Рецензентам понравилась её роль в сюжете, дизайн и взаимодействие с другими персонажами. Хотя одни игровые журналисты критиковали её набор движений в Devil May Cry 4: Special Edition (2015), другие были рады появлению героини в файтинге Marvel vs. Capcom 3: Fate of Two Worlds (2011).

## Создание
Во время создания трёхмерной модели героини — особенно в финальной кат-сцене — у разработчиков возникли трудности с анимированием её волос. По словам графического дизайнера Томои Оцубо, когда героиня находилась в движении, ему и его коллегам приходилось добавлять к прядям её волос дополнительные швы; Оцубо назвал этот процесс «кошмаром». Ответственный за дизайн Триш Саваки Такэясу заявил, что она стала первым человекоподобным персонажем, которого он создал. Героиня была названа в честь Беатриче Портинари из «Божественной комедии» Данте Алигьери. На вопрос о том, является ли Триш возлюбленной Данте, Камия ответил, что она значит для него гораздо больше.
По словам дизайнера персонажей Devil May Cry 2 Даиго Икэно, команда стремилась показать контраст между Триш и новой героиней Люсией таким образом, чтобы девушки воспринимались как представители разных рас. Идея добавить Триш в игру как бонусного протагониста принадлежала Хироюки Наре, который также предложил дополнить её набор движений приёмами Данте из первой части. Нара заявил, что переосмыслить образ героини ему помогали другие дизайнеры; в частности они создали эффекты пламени, возникающие при некоторых её движениях. Во время разработки Devil May Cry 3 Нара, в свою очередь, расширил набор движений Данте приёмами Триш из второй части, однако впоследствии не смог вспомнить, какими именно.
Героиня отсутствовала в третьей части серии, так как её события предшествовали первой игре, и вернулась лишь в Devil May Cry 4 (2008). Сценарист игры Бинго Морихаси признался, что у него не было чёткого понимания персонажей Триш и Данте, так как их создал не он, а Камия. Несмотря на это, Морихаси добавил её в основной сюжет в качестве фан-сервиса. По словам сценариста, если бы в центре повествования был Данте, а не новый главный герой Неро, он бы обязательно расширил роль Триш. Дизайнер персонажей Тацуя Ёсикава получил указание от руководителя разработки игры Хидэаки Ицуно сделать Триш «хорошенькой» и без труда переосмыслил её дизайн. По словам другого дизайнера из команды разработчиков, Триш стала «самой сексуальной девушкой в серии». В отличие от первой части, волосы Триш были завязаны в хвост, из-за чего героиню было проще анимировать. Один из художников посчитал, что молния на топе Триш была одним из ключевых элементов её образа.
В Devil May Cry 4 у Триш появляется альтер-эго Глория; она притворяется врагом Данте, прежде чем игроку открывается правда. По словам продюсера Хироюки Кобаяси, Глория задумывалась как новая сексуальная героиня, которая должна была прийти на смену предыдущим героиням франшизы. Сотрудники Capcom опасались «сделать её сексуальность вульгарной», однако они впоследствии не пожалели о своём решении, так как её дизайн понравился фанатам. Ицуно отметил, что Capcom хотела сделать игровой процесс за Триш в Devil May Cry 4: Special Edition (2015) «уникальным». По словам продюсера Рёты Ниицумы, Capcom добавила героиню в Marvel vs. Capcom 3: Fate of Two Worlds, так как хотела, чтобы в игре был «сексуальный персонаж».
На английском языке Триш озвучили несколько актрис: Сара Лафлер в Devil May Cry и Viewtiful Joe: Red Hot Rumble (2005), Даниэль Бурджио в Devil May Cry 4 и Marvel vs. Capcom 3, Люси Кристиан в аниме «Демон против демонов» (2007), а также Венди Ли в Devil May Cry 4: Special Edition и Devil May Cry 5. На японском языке её постоянным сэйю является Ацуко Танака. По словам актрисы, она была рада стать частью франшизы, начиная с аниме; также Танака заявила, что ей понравились взаимоотношения между Триш, Леди и Данте и, в особенности, конфронтация девушек в аниме.

## Появления

### СерияDevil May Cry
В Devil May Cry Триш нанимает охотника на демонов Данте убить князя тьмы Мундуса, намеревающегося завоевать мир людей после открытия врат на острове Маллет. По мере развития сюжета Данте узнаёт, что всё это время таинственная женщина подчинялась Мундусу, который создал её по образу матери Данте Евы, чтобы заманить его на остров, где приспешники короля демонов смогли бы убить его. Несмотря на её предательство, Данте сохраняет ей жизнь, потому что та напоминала ему его давно погибшую мать. Разочаровавшись в Триш после её поражения, Мундус подвергает её распятию, чем обрушивает на себя гнев Данте. Во время последней битвы Данте с повелителем демонов, Триш, которая всё же сумела познать человеческие эмоции, делится с охотником своей силой и помогает ему победить, после чего она и Данте становятся напарниками.
В романе Devil May Cry 2 появляется версия героини из параллельного мира, которая продолжает служить Мундусу. Оригинальный Данте пытается убедить её присоединиться к демонам, что сражаются против повелителя тьмы, однако, в конечном итоге, ему приходится убить Триш. Несмотря на отсутствие девушки в сюжетной кампании Devil May Cry 2, разработчики добавили её в игру как бонусного протагониста. В аниме «Демон против демонов» выясняется, что через некоторое время после окончания первой части Триш покинула Данте и начала работать в одиночку. Она знакомится с Леди, которая изначально принимает её за врага, однако Данте развеивает её заблуждения. В заключительном эпизоде Триш и Леди помогают Данте остановить новое вторжение демонов.
Триш возвращается в Devil May Cry 4, где вновь объединяется с Данте. Она маскируется под Глорию, члена религиозной организации Орден Меча, поклоняющейся легендарному тёмному рыцарю Спарде. Когда лидер Ордена Санктус приобретает способность призывать демонов из другого мира, Триш приступает к защите жителей государства Фортуна, в то время как Данте отправляется убить злоумышленника. В эпилоге дуэт не получает приличной оплаты от Леди, которая утверждает, что Триш только усугубила ситуацию. В обновлённой версии игры Devil May Cry 4: Special Edition героиня вновь становится играбельной.
Триш также фигурирует в сюжете Devil May Cry 5, однако игроки не могут пройти кампанию за неё. В начале игры Триш, Леди и Данте проигрывают королю демонов Уризену. Враг запечатывает её внутри другого демона, однако Данте спасает напарницу.

### Другие появления
Триш и Данте появляются в Viewtiful Joe (2003), в версии для PlayStation 2. В игре Viewtiful Joe: Red Hot Rumble для PlayStation Portable Триш появляется как альтернативный скин героини Секси Сильвии. Также она играбельна в файтингах-кроссоверах Marvel vs. Capcom 3: Fate of Two Worlds и Ultimate Marvel vs. Capcom 3. Её альтер-эго Глория фигурирует в файтинге Street Fighter V (2016) в качестве альтернативного костюма Лоры.

## Восприятие

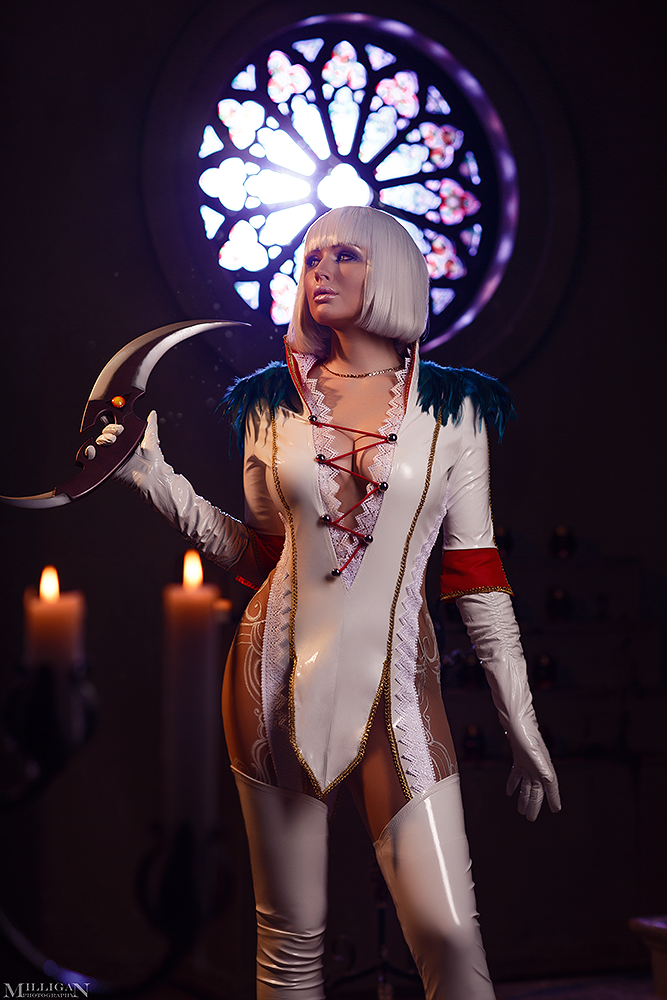
Косплей на альтер-эго Триш «Глорию» в Devil May Cry 4. Некоторые рецензенты сочли этот образ сексуализированным

Триш получила положительные отзывы от критиков и фанатов серии. Complex назвал героиню «обольстительной» и похвалил её способности; рецензент с большим нетерпением ждал возвращения героини в Marvel vs. Capcom 3. Manolith включил её альтер-эго Глорию в список «25 самых горячих протагонистов в компьютерных играх», выделив откровенный наряд героини. Хотя GamesTM понравился редизайн Триш и дизайн Глории в Devil May Cry 4, рецензент был разочарован отсутствием возможности игры за неё и выразил надежду на исправление этого недостатка в обновлении. Триш и Данте пополнили список «самых запоминающихся романтических дуэтов в играх» по версии The Inquirer; автору статьи понравилось, что герои объединили усилия в противостоянии с их общим врагом. По мнению Official Xbox Magazine, Триш хорошо показала себя как напарница Данте, благодаря своей интересной личности. Siliconera назвала её боевой стиль «уникальным», в частности за возможность установки ловушек на поле боя. С другой стороны, Play назвал костюм Глории одним из «самых неудачных в играх», отметив, что он скорее напоминает «распутные клубные шмотки», чем снаряжение охотника.
Критики положительно оценили игровой процесс за Триш в Devil May Cry 4: Special Edition. PCMag заявил, что её движения были заимствованы из Devil May Cry 2 и Marvel vs. Capcom 3, и назвал героиню  «податливой», но сложной в освоении. Game Informer оценил, как героиня может менять оружие во время боя; по мнению рецензента, овладеть всеми её способностями оказалось сложнее, чем научиться играть за Вергилия. IGN указал на баланс между боевыми стилями Триш и Леди. GameSpot оставил менее восторженный отзыв о Триш, так как Леди и Вергилий показались рецензенту портала интереснее.
Рецензенты отметили версию героини из аниме. Сэйю Фумико Орикаса заявила, что ей понравилась драка между ней и Леди. Несмотря на смешанное восприятие эпизода с участием обеих героинь, Hyper остался доволен их боем и сравнил его со сражениями из «Матрицы». Anime News Network был разочарован редким участием героини в аниме, однако похвалил её английскую озвучку. GroundReport описал Триш и Леди как «помеху» для Данте. The Fandom Post высоко оценил эпизод, в котором Триш сражается с Леди, а затем становится её другом. Рецензенту также понравилась роль этого дуэта в последующих эпизодах, особенно в финале. DVD Talk дал положительную оценку химии между Триш, Данте и Леди, отметив, что ему хотелось больше наблюдать за ними, чем за противостоянием Данте с его противниками.